# Cedofeita, Santo Ildefonso, Sé, Miragaia, São Nicolau e Vitória
Cedofeita, Santo Ildefonso, Sé, Miragaia, São Nicolau e Vitória, também conhecida como Centro Histórico do Porto, é uma freguesia portuguesa do município do Porto, com 5,43 km² de área e 37 430 habitantes (censo de 2021). A sua densidade populacional é 6 893,2 hab./km².

## História
Foi criada pela Lei n.º 11-A/2013 de 28 de Janeiro, agregando as antigas freguesias de Cedofeita, Santo Ildefonso, Sé, Miragaia, São Nicolau e Vitória.

## Demografia
A população registada nos censos foi:
| Distribuição da população por grupos etários | Distribuição da população por grupos etários | Distribuição da população por grupos etários | Distribuição da população por grupos etários | Distribuição da população por grupos etários | Distribuição da população por grupos etários |
| -------------------------------------------- | -------------------------------------------- | -------------------------------------------- | -------------------------------------------- | -------------------------------------------- | -------------------------------------------- |
| Antes da agregação                           |                                              |                                              |                                              |                                              |                                              |
| Ano                                          | 0-14 anos                                    | 15-24 anos                                   | 25-64 anos                                   | >= 65 anos                                   | Total                                        |
| 2001                                         | 5164                                         | 6710                                         | 24883                                        | 11289                                        | 48046                                        |
| 2011                                         | 3854                                         | 3810                                         | 21922                                        | 10854                                        | 40440                                        |
| Após a agregação                             |                                              |                                              |                                              |                                              |                                              |
| Ano                                          | 0-14 anos                                    | 15-24 anos                                   | 25-64 anos                                   | >= 65 anos                                   | Total                                        |
| 2021                                         | 3309                                         | 3272                                         | 20621                                        | 10228                                        | 37430                                        |

## Património

### Classificado peloIGESPAR
- Alfândega Nova ou Museu de Transportes e Comunicações
- Alminhas da Ponte
- Antigo Clube dos Ingleses (ou Clube Inglês)
- Bloco da Carvalhosa
- Café Majestic
- Capela de Nossa Senhora da Esperança[5]
- Capela de Santa Catarina ou Capela das Almas
- Capela do Divino Coração de Jesus ou Capela dos Pestanas
- Capela do Senhor dos Passos
- Capela dos Alfaiates
- Casa da Música
- Casa da Rua da Alfândega Velha ou Casa do Infante
- Casa do Despacho da venerável Ordem Terceira de São Francisco
- Casa do Dr. Domingos Barbosa ou Museu de Guerra Junqueiro
- Casa dos Ferrazes Bravos ou Casa dos Maias
- Casa na Rua de São Miguel (painéis de azulejos)
- Casa Vicent
- Casa-Torre da Rua da Reboleira, 59 - edifício-sede da Associação Social e Cultural de São Nicolau (IPSS)
- Centro Histórico do Porto
- Chafariz da Colher
- Chafariz da Rua das Taipas
- Chafariz da Rua de São Domingos[6]
- Chafariz da Rua de São João[7]
- Chafariz da Rua Escura ou Chafariz do Largo do Dr. Pedro Vitorino[8]
- Chafariz das Virtudes
- Chafariz de São Miguel (ou do Anjo)
- Chafariz do Jardim de São Lázaro
- Coliseu do Porto
- Conjunto constituído pela Igreja de Nossa Senhora da Lapa e Cemitério da Irmandade de Nossa Senhora da Lapa
- Conjunto Habitacional da Bouça (Operação SAAL, na rua da Boavista)
- Conjunto - Praça da Liberdade, Avenida dos Aliados e Praça do General Humberto Delgado
- Conjunto na Rua Álvares Cabral, incluindo o imóvel do Prof. Dr. Joaquim Alberto Pires de Lima
- Convento da Madre de Deus de Monchique[9]
- Cruzeiro do Senhor do Padrão
- Depósito de Materiais do Porto (casa neoárabe na rua de José Falcão)
- Edificações na Rua de Cedofeita e norte da Praça de Carlos Alberto
- Edifício da Biblioteca Pública Municipal do Porto ou Convento de Santo António da Cidade
- Edifício da Cadeia da Relação, onde funcionou o Tribunal da Relação do Porto e agora sedia o Centro Português de Fotografia
- Edifício da Junta de Freguesia de Cedofeita
- Edifício "Soares & Irmão"
- Edifício Fernandes Mattos
- Edifício na Rua Cândido dos Reis, 75-79 ou Casa Arte Nova
- Edifício na Rua da Galeria de Paris ou Casa Arte Nova
- Edifício na Rua das Taipas, 76 ou Antigas instalações da Faculdade de Psicologia e de Ciências da Educação
- Edifício Parnaso (edifício de habitação, comércio e serviços)
- Edifício UEP[10]
- Escadas do Caminho Novo
- Escola Secundária Rodrigues de Freitas (antigo Liceu D. Manuel II)
- Estação de São Bento
- Estátuas (elementos decorativos e muro)[11]
- Fonte das Oliveiras e edifício anexo
- Fonte dos Leões
- Hospital de Santo António
- Hotel D. Henrique
- Igreja da Misericórdia do Porto
- Igreja de Nossa Senhora da Esperança
- Igreja de Nossa Senhora da Vitória
- Igreja de Santa Clara (Porto)
- Igreja de Santo Ildefonso
- Igreja de São Bento da Vitória e Mosteiro de São Bento da Vitória
- Igreja de São Francisco
- Igreja de São José das Taipas (incluindo os retábulos com pinturas e esculturas)
- Igreja de São Martinho de Cedofeita ou Igreja de Cedofeita
- Igreja de São Pedro de Miragaia
- Igreja do Carmo
- Igreja dos Carmelitas ou Igreja dos Carmelitas Descalços
- Igreja dos Clérigos e Torre dos Clérigos
- Igreja e Colégio de São Lourenço ou dos Grilos
- Imóvel pertencente à Liga dos Combatentes
- Imóvel da Ourivesaria Cunha, incluindo o seu recheio
- Instituto de Ciências Biomédicas Abel Salazar
- Jardim da Cordoaria ou Jardim de João Chagas
- Livraria Lello
- Mercado do Bolhão
- Mercado Ferreira Borges
- Igreja e Mosteiro de São João Novo[12]
- Muralhas Fernandinas
- Paço Episcopal do Porto
- Palacete dos Viscondes de Balsemão (antigo edifício dos SMGE)
- Palácio da Bolsa (ou Palácio da Associação Comercial do Porto)
- Palácio de São João Novo ou Museu de Etnografia e História
- Palácio dos Carrancas ou Museu Nacional de Soares dos Reis
- Pilares da Ponte Pênsil
- Ponte de Luís I
- Postigo do Carvão
- Praça e Cais da Ribeira (incluindo as ruas de São João e do Infante D. Henrique)
- Quartel de Santo Ovídio na Praça da República
- Quiosque do Serviço de Transportes Colectivos do Porto
- Quiosque na Praça Marquês de Pombal
- Quiosque na Praça Mouzinho de Albuquerque
- Quiosque no Largo da Ramadinha
- Quiosque no Largo Mompilher
- Recolhimento dos Órfãos
- Reitoria da Universidade do Porto
- Restaurante Comercial
- Sé do Porto
- Solar do Conde de Bolhão ou Palácio do Conde de Bolhão
- Teatro Nacional São João
- Torre dos Clérigos
- Vestígios da Judiaria do Porto (Hêkhal) na rua de São Miguel / Aron Hakodesh